# Characidium gomesi
Characidium gomesi är en fiskart som beskrevs av Travassos, 1956. Characidium gomesi ingår i släktet Characidium och familjen Crenuchidae. Inga underarter finns listade i Catalogue of Life.